# Тіндерлінка
Тіндерлі́нка (рос. Тиндерлинка) — присілок у складі Первомайського району Томської області, Росія. Входить до складу Первомайського сільського поселення.

## Населення
Населення — 11 осіб (2010; 19 у 2002).
Національний склад (станом на 2002 рік):
- росіяни — 84 %